# Heteronemia ignava
Heteronemia ignava är en insektsart som beskrevs av Rehn, J.A.G. 1904. Heteronemia ignava ingår i släktet Heteronemia och familjen Heteronemiidae. Inga underarter finns listade i Catalogue of Life.